# Xanthophenax shawi
Xanthophenax shawi là một loài tò vò trong họ Ichneumonidae.